# Caza de cabezas

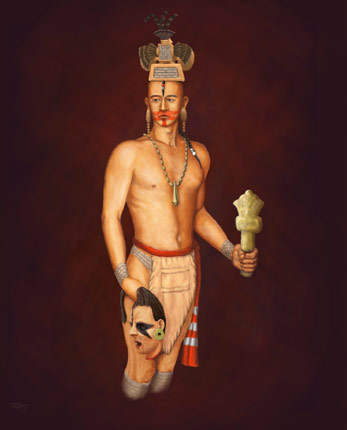
Arte digital de un sacerdote de la cultura misisipiana sosteniendo una cabeza cortada.

La caza de cabezas es la práctica de recolectar como trofeo las cabezas de enemigos caídos tras el combate. Esta costumbre se ha llevado a cabo en los cinco continentes, en etapas temporales que van desde la prehistoria hasta la modernidad, y entre los pueblos que destacaron por ella se cuentan los celtas, hispanos, germánicos, escitas, subsaharianos, mesoamericanos y del sudeste asiático.
Estas prácticas han sido objeto de intenso estudio antropológico, en especial enfocado a sus roles, funciones y motivaciones sociales. La cabeza cortada se relaciona eminentemente con la profanación dominante del cuerpo del oponente, la recogida de trofeos de estatus social, el ejercicio de la violencia ritual, el simbolismo mágico, el canibalismo y la captura del alma del enemigo tanto en la vida terrena como la ultraterrena. Su cariz era ceremonial, parte indispensable del proceso de estructurar, reforzar y defender las estructuras jerárquicas entre las sociedades y los individuos.
Se cree que la caza de cabeza de cabezas se desarrolló de la creencia intuitiva de que el encéfalo contenía el alma o fuerza vital de la persona, dentro de un marco de dualismo entre mente y cuerpo.